# فيليشيا كوسمان
فيليسيا كوزمان هي عالمة وجَرّاحة أخصائية هشاشة العظام وأستاذة الطب السريري في كلية الأطباء والجراحين في جامعة كولومبيا في مدينة نيويورك .
وهي أخصائية هشاشة العظام، وكانت عالمة إكلينيكية في مستشفى (هيلين هايز في ويست هافيرسترو، نيويورك).
حصلت د. كوسمان على العديد من المنح البحثية من المعاهد الوطنية للصحة، ووزارة الدفاع، والجمعية الوطنية للتصلب المتعدد، وشركات أدوية متعددة. نشرت 155 ورقة مراجعة من قبل الأقران و 50 فصلاً من الكتب، وعملت كمراجع منح في المعاهد الوطنية للصحة. هي محرر مشارك في العديد من المجلات، ورئيس التحرير المشارك في هشاشة العظام الدولية.
كان تركيزها البحثي الرئيسي على مدى العقد الماضي هو استخدام عقار (تريباراتيد)، ويعد هذا الدواء لبناء العظام، بالاشتراك مع العوامل المضادة للامتصاص، وفي أنظمة دورية جديدة، في علاج هشاشة العظام الشديدة. ركزت أبحاثها على أسباب هشاشة العظام وكيفية عمل هرمون الأستروجين والعقاقير التي تسمى (معدلات مستقبلات هرمون الاستروجين الانتقائية ) لعلاج هشاشة العظام. كما أنها تدرس علاجات تجريبية لهشاشة العظام، بما في ذلك هرمون الغدة الدرقية، وأسباب كسور الإجهاد في الطلاب العسكريين.